# Near-field communication

Логотип технології «Near Field Communication», що може використовуватися на сертифікованих пристроях.

NFC (ен-еф-сі́; скор. від англ. Near-Field Communication, досл. «зв'язок на невеликих відстанях», «комунікація ближнього поля») — технологія бездротового зв'язку малого радіуса дії «за один дотик». Забезпечує обмін даними між пристроями, насамперед смартфонами та безконтактними платіжними терміналами на відстані близько 10 см.
Технологія NFC є простим розширенням стандарту безконтактних карток EMV (ISO 14443), яка дає можливість застосовувати смарт-картки з чипом для здійснення фінансових операцій без контакту з платіжним терміналом. Пристрій із функцією NFC (наприклад, смартфон) може підтримувати зв'язок як зі смарт-картками, так і з терміналами стандарту «ISO 14443», а також з іншими пристроями.
Це означає, що технологію можна використовувати на наявній інфраструктурі для безконтактних карток, у громадському транспорті тощо. NFC розроблено передусім для застосування в мобільних телефонах.
Перевагою технології є швидкість взаємодії між пристроями[джерело?] (близько 0,1 секунди). NFC працює на частоті 13,56 МГц. Швидкість обміну даними становить до 424 кбіт/с.

## Режими роботи
NFC форум визначив три комунікаційні режими роботи:

### Рівний-рівному
Рівний-рівному (англ. Peer-to-Peer) — цей режим використовується для комунікації між пристроями.

### Читання/запис
Дозволяє додаткам обмінюватися інформацією. Обмін відбувається в незашифрованому вигляді.

### Емуляція картки
Дає змогу обладнанню (наприклад, телефону), працювати як смарт-картка.

## Використання

### Мітки

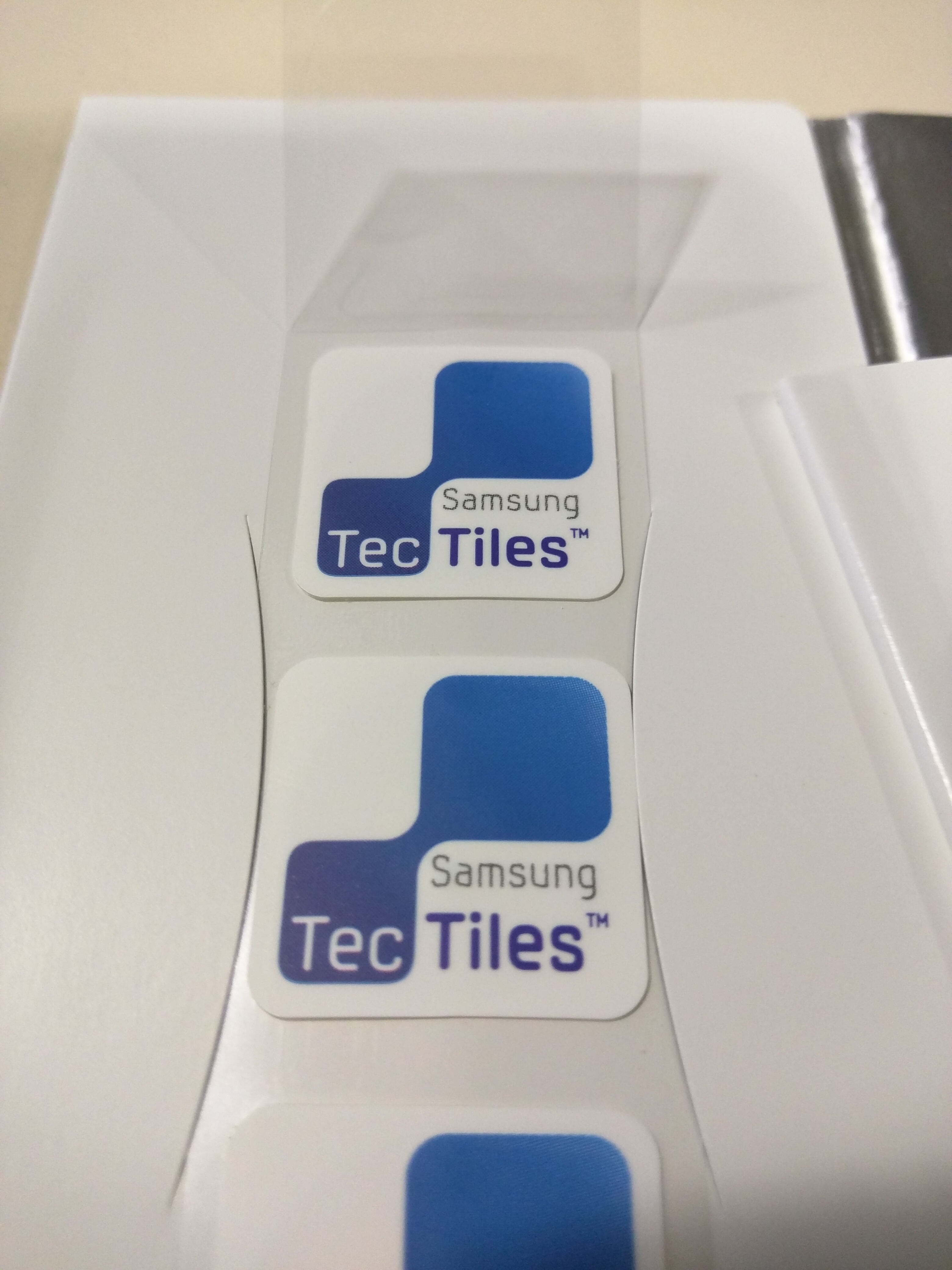
NFC мітки TecTiles

Мітка на яку записана певна послідовність інформації. Здебільшого мітка перебуває в пасивному стані й не споживає енергії. Коли до мітки підносять активний NFC-зчитувач, вона активується й передає інформацію зчитувачу. Здебільшого мітки доступні лише для зчитування.

### Картки
Дана технологія отримала використання у платіжних картках, а також у проїзних, наприклад у метрополітені.

### Мобільні пристрої
Наразі існує багато мобільних телефонів і смартфонів із підтримкою NFC. Здебільшого вони застосовуються для таких цілей:
- Встановлення зв'язку — за допомогою NFC-чипа відбувається знаходження іншого телефону, після чого відбувається запуск Bluetooth або Wi-Fi модулів і починається передавання даних.
- Зчитування NFC міток — зчитування інформації з NFC-мітки і виконання команд (наприклад, переведення телефону в «Автономний режим» («режим польоту», англ. flight mode) або відображення певної інформації (наприклад, показ інформації про автора картини, може бути використана у картинних галереях, музеях).
- Емуляція карток — може використовуватися замість проїзного у метро або для мобільних платежів, наприклад Google Wallet.

У 2011 році виробники телефонів випустили понад 40 телефонів з підтримкою NFC на базі мобільної операційної системи Android. Пристрої BlackBerry підтримують NFC за допомогою BlackBerry Tag на пристроях з BlackBerry OS 7.0 і вище.
MasterCard додала додаткову підтримку NFC для PayPass для платформ Android і BlackBerry, що дало змогу користувачам PayPass здійснювати платежі за допомогою смартфонів Android або BlackBerry. Партнерство Samsung і Visa додало додаток "payWave" на смартфон Galaxy S4.
У 2012 році Microsoft додала вбудовану функціональність NFC у свою мобільну ОС з Windows Phone 8, а також в операційну систему Windows 8. Microsoft надає "Wallet hub" у Windows Phone 8 для платежів NFC, і може інтегрувати кілька платіжних сервісів NFC в одному додатку.
У 2014 році Apple випустила iPhone 6 з підтримкою NFC, а з вересня 2019 року в iOS 13 Apple дає змогу зчитувати NFC-мітки, а також маркувати їх за допомогою програми NFC.